# Rob Clearfield
 (mai 2025).
Pour les articles homonymes, voir Clearfield.
Rob Clearfield (né le 12 novembre 1984) est un musicien américain de jazz (piano, mais aussi accordéon, guitare, clavier, composition) actif sur la scène musicale de Chicago.

## Biographie et travaux
La mère de Rob Clearfield est professeur de musique et musicienne d'église. 
À l'âge de cinq ans, il prend ses premières leçons de piano. Adolescent, il apprend d'abord à jouer de la guitare en autodidacte avant de passer au piano. Il donne ses premières représentations avec la chorale de gospel dirigée par sa mère. Durant ses années d'université, de 2003 à 2005, il prend des cours particuliers avec Jim Trompeter à l'Université Roosevelt. Après avoir quitté l'université plus tôt que prévu, il travaile avec le guitariste Fareed Haque, avec qui il fait une tournée. De 2004 à 2011, il  dirige le groupe Information Superhighway, avec lequel il enregistre ses propres compositions et sort deux albums. Il a également joué dans le groupe de rock progressif District 97 entre 2006 et 2015. 
Au cours des années suivantes, il a également joué avec Grażyna Auguścik, Matt Ulery, Marquis Hill, Makaya McCraven, Greg Ward, Howard Levy, Patricia Barber, Chris Siebold, Melvin Butler, Ernest Dawkins et Adam Larson. Il est également membre fondateur du groupe R&B/soul Hood Smoke et du groupe folk rock Outertown.
Ses compositions sont influencées par la musique gospel, Johannes Brahms, le blues, Radiohead, Kneebody, Marilyn Crispell, Ben Monder et Kurt Rosenwinkel. Clearfield a également écrit des œuvres commandées pour des églises (Grace Commons), des productions scéniques (Purdue North Central University) et des films (The Lost Remake of Beau-Geste). En 2012, il sort un premier album autoproduit, The Long and Short of It, enregistré en quintet. En 2013, il participe à l'album Wake an Echo de Matt Ulery ; en 2016, il sort l'album trio Islands, qu'il enregistre avec Curt Bley et Quin Kirchner. En 2019, il sort l'album Anthems avec Caroline Davis. 
Dans le domaine du jazz, il a participé à 18 sessions d'enregistrement entre 2007 et 2019. On peut également l'entendre entre autres  sur In These Times (2022) de Makaya McCraven. La même année, il sort l'album en duo Concentric Orbits avec Quin Kirchner, et en 2023 l'album Ashes and Diamonds, enregistré avec Greg Ward, Sam Weber et Quin Kirchner.